# Consejo Económico y Social de Irlanda
El Consejo Económico y Social Nacional de Irlanda fue creado en 1973. La función del Consejo es analizar e informar al primer ministro en temas estratégicos relacionados con el desarrollo económico eficiente y los logros en justicia social y el desarrollo de un marco estratégico para las relaciones y negociación de acuerdos entre el gobierno y los agentes sociales. 
El Consejo está presidido por el secretario General del Departamento del primer ministro y está compuesto por representantes sindicales, de los empresarios, de organizaciones agrarias, ONG, departamentos clave del gobierno y expertos independientes.